# Фоньод
Фо́ньод (венг. Fonyód) —  город в Венгрии. Административный центр Фоньодского яраша в вармедье Шомодь. Расположен на южном берегу озера Балатон, напротив горы Бадачонь.
Над городом возвышаются горы Вархедь (Várhegy, Замковая гора, 233 м) и Шипош-Хедь (Sipos-hegy, 207 м), с которых открывается панорамный вид на озеро Балатон и горы на северном берегу озера. На горе Шипош-Хедь построена смотровая башня.

## История
В 1934 году Дьёрдь Бачак (Bacsák György; 1870—1970) обнаружил на южном склоне горы Вархедь орудия труда эпохи палеолита (около 17—18 тысяч лет назад).
Город впервые упоминается в переписи 1093—1095 годов короля Ласло I Святого. Название происходит от глагола венг. fon — «плести». В Фоньоде занимались плетением из ивовых прутьев и рогоза. Из-за высокого уровня воды в озере Балатон в старых документах до начала 1800-х годов Фоньод именовался «островом».
Гора Вархедь получила название от располагавшейся на ней крепости Фацанош. Защитники крепости неоднократно отражали нападения турок. В 1575 году турки захватили крепость, сожгли и разрушили, а всех жителей Фоньода убили.
Обезлюдевшее поселение было заселено только в XVIII веке. Активная жизнь возобновилась в середине XIX века. Жители занимались виноградарством и рыболовством. После начала строительства железной дороги жители занимались вырубкой деревьев и земляными работами.
Фоньод начал превращаться в курорт на рубеже веков. В 1894 году начато строительство вилл. 1896 году открыта железнодорожная линия Капошвар — Фоньод. В 1897 году железнодорожная компания открыла спа отель. К 1898 году было завершено строительство гавани и пирса, которые после 1906 года были расширены и перестроены, а в 1913 году открыто здание порта. В 1905 году началась телефонизация Фоньода, в 1912—1913 годах — электрификация. К 1927 году построена автомобильная дорога.
В 1960 году построен завод по розливу минеральной воды.
В 1989 году Фоньод получил статус города, в 2013 году стал административным центром яраша.

## Транспорт
Город огибает с юга автомагистраль М7 Будапешт — Летенье, которая продолжается автомагистралью A4 на территории Хорватии. Параллельно ей через город проходит 7-я главная дорога (венг. 7-es főút).
В городе находится железнодорожная станция линии Будапешт — Муракерестур и линии Капошвар — Фоньод.